# The Liberator (phim 2013)
The Liberator (tiếng Tây Ban Nha: Libertador) là một bộ phim lịch sử Tây Ban Nha-Venezuela của đạo diễn Alberto Arvelo, với sự tham gia diễn xuất của Edgar Ramírez trong vai người anh hùng Simón Bolívar. Nó được công chiếu đặc biệt tại Liên hoan phim Quốc tế Toronto 2013. Bộ phim đã từng được chọn làm đại diện cho Venezuela tranh cử tại Giải Oscar lần thứ 87 cho hạng mục Phim nói tiếng nước ngoài hay nhất.
Bộ phim ra mắt công chúng vào ngày 9 tháng 9 năm 2013 tại Liên hoan phim Quốc tế Toronto và trình chiếu tại Venezuela vào ngày 24 tháng 7 năm 2014. Bộ phim đã được phát hành bởi Cohen Media Group trên đĩa Blu-ray và DVD vào ngày 10 tháng 3 năm 2015.

## Diễn viên
- Édgar Ramírez vào vai Simón Bolívar
- María Valverde vào vai Maria Teresa Rodríguez del Toro
- Juana Acosta vào vai Manuela Sáenz
- Danny Huston vào vai Torkington
- Erich Wildpret vào vai Antonio José de Sucre
- Alejandro Furth vào vai Rafael Urdaneta
- Orlando Valenzuela vào vai Francisco de Paula Santander
- Iwan Rheon vào vai Daniel O'Leary
- Gary Lewis vào vai James Rooke
- Imanol Arias vào vai Juan Domingo Monteverde
- Juvel Vielma vào vai José Antonio Páez
- Carlos Julio Molina vào vai José Félix Ribas
- Manuel Porto vào vai Francisco de Miranda
- Francisco Denis vào vai Simón Rodríguez
- Zenaida Gamboa vào vai Hipólita
- Andrés Gertrúdix vào vai Prince Fernando
- Elisa Sednaoui vào vai Fanny du Villars
- Leandro Arvelo vào vai Fernando Bolívar
- Ximo Solano vào vai Francisco Vinoni
- Steve Wilcox vào vai Black Horseman
- Eric Toala vào vai Simón Bolivar (lúc nhỏ)